# Ma Sanyi
Ma Sanyi (chiń. 马三义; ur. 1 czerwca 1982) – chiński zapaśnik w stylu klasycznym. Olimpijczyk z Pekinu 2008, gdzie zajął piąte miejsce w kategorii 84 kg.
Dwukrotny uczestnik mistrzostw świata. Zajął 12 miejsce w 2005. Piąty na igrzyskach azjatyckich w 2010 i ósmy w 2006 roku.